# Pierre Moscovici
Pierre Moscovici (ur. 16 września 1957 w Paryżu) – francuski polityk, były wiceprzewodniczący Parlamentu Europejskiego, deputowany, od 2012 do 2014 minister gospodarki i finansów, komisarz europejski (2014–2019).

## Życiorys
Jego ojciec, Serge Moscovici, rumuński Żyd, pod koniec lat 40. wyemigrował do Francji, naukowo zajął się później psychologią społeczną.
Pierre Moscovici ukończył m.in. Instytut Nauk Politycznych w Paryżu oraz École nationale d’administration. Pracował w administracji publicznej (w Głównej Komisji Planowania). Działał w trockistowskiej Rewolucyjnej Lidze Komunistycznej, z której w latach 80. przeszedł do Partii Socjalistycznej. Został m.in. sekretarzem krajowym PS ds. kontaktów międzynarodowych.
W latach 1994–1997 był posłem do Parlamentu Europejskiego. W 1997 odszedł w związku z wyborem do Zgromadzenia Narodowego. Po miesiącu złożył mandat poselski, obejmując urząd ministra delegowanego ds. europejskich w rządzie Lionela Jospina. Stanowisko to zajmował do 2002. W okresie 1998–2004 był radnym regionu Franche-Comté. Reprezentował Francję w Konwencie Unii Europejskiej.
Ponownie mandat eurodeputowanego sprawował w latach 2004–2007. Zasiadał w Grupie Socjalistycznej, pełnił funkcję wiceprzewodniczącego PE. Z Europarlamentu odszedł w połowie kadencji, kiedy to w 2007 w wyborach został posłem do niższej izby krajowego parlamentu z departamentu Doubs. 16 maja 2012 objął urząd ministra gospodarki, finansów i handlu zagranicznego w rządzie, którego premierem został Jean-Marc Ayrault. Pozostał jako minister gospodarki i finansów także w drugim rządzie tego samego premiera (od 21 czerwca 2012), uzyskując wcześniej w wyborach parlamentarnych ponownie mandat deputowanego. Zakończył urzędowanie w 2014.
W tym samym roku uzyskał nominację (od 1 listopada 2014) na komisarza ds. ekonomicznych i finansowych, podatków i ceł w Komisji Europejskiej, na czele której stanął Jean-Claude Juncker. Zakończył urzędowanie wraz z całą KE w 2019. W 2020 prezydent Emmanuel Macron mianował go prezesem Trybunału Obrachunkowego.

## Odznaczenia
- Kawaler Legii Honorowej (2016)[6]
- Oficer Legii Honorowej (2021)[6]
- Krzyż Komandorski Orderu Gwiazdy Rumunii (Rumunia, 1999)[7]
- Krzyż Komandorski z Gwiazdą Orderu Zasługi Rzeczypospolitej Polskiej (Polska, 2000)[8]
- Order Krzyża Ziemi Maryjnej I klasy (Estonia, 2001)[9]
- Order Trzech Gwiazd II klasy (Łotwa, 2001)[10]
- Krzyż Komandorski Orderu Narodowego (Wybrzeże Kości Słoniowej, 2012)[11]
- Krzyż Wielkiego Oficera Orderu Narodowego Lwa (Senegal, 2013)[12]
- Krzyż Wielki Orderu Infanta Henryka (Portugalia, 2018)[13]
- Krzyż Wielkiego Oficera Orderu Gwiazdy Rumunii (Rumunia, 2022)[7]
- Krzyż Wielkiego Oficera Orderu Zasługi Republiki Włoskiej (Włochy, 2023)[14]